# Back in Black (chanson)
Pour les articles homonymes, voir Back in Black (homonymie).
Singles de AC/DC
Hells Bells Big Balls
Pistes de Back in Black
Let Me Put My Love Into You You Shook Me All Night Long
Back in Black est une chanson du groupe de hard rock australien AC/DC, qui figure sur l'album Back in Black sorti en 1980.

## Historique
Les paroles, écrites par Brian Johnson, mettent en avant un homme au fond du trou qui remonte la pente après l'échec, tout en faisant allusion à la mort récente Bon Scott, le chanteur précédent, et à la reconquête que le groupe est en train de vivre.
La chanson, et plus particulièrement le solo de guitare, deviendra un standard pour tous les guitaristes.

## Enregistrements en public
- Live, 1992
- Love at Donington, 2003

## Reprises
La chanson a été reprise notamment par The Hives, Steriogram,  Living Colour, Foo Fighters avec Jack Black, Travis et la chanteuse pop Shakira. Voici d'autres reprises :
- 1984 : Beastie Boys, échantillonné sans permission pour leur chanson Rock Hard
- 1986 : Boogie Down Productions, échantillonné sans permission pour leur chanson Dope Beat
- 1989 : Like Rain (le chanteur-guitariste Mark Adler et le violoniste-mandoliniste Michael Chang) ont réalisé une version instrumentale pour Razorblade Shoes
- 1995 : Kid Rock, demo sans chants, il a ajouté un tempo hip hop
- 1995 : Le groupe australien Regurgitator, pour son album Fuse Box: The Alternative Tribute
- 2001 : Hayseed Dixie, pour A Hillbilly Tribute to AC/DC (en)
- 2003 : Living Colour, pour Collideøscope
- 2003 : Back in Baroque... The String Tribute to AC/DC
- 2004 : Shakira, pour Live & Off the Record
- 2004 : Six Feet Under, pour Graveyard Classics 2
- 2005 : Wing, pour Wing sings AC/DC
- 2006 : Art Brut, échantillonné sans permission lors d'un enregistrement public de Formed a Band
- 2009 : Orelsan, dans la chanson Bada Bing
- 2010 : Muse, lors de la tournée 2010, à la fin de Hysteria
- 2010 : Carlos Santana sur Guitar Heaven: The Greatest Guitar Classics of All Time

## Formation
- Brian Johnson : Chants
- Angus Young : Guitare solo
- Malcolm Young : Guitare rythmique
- Cliff Williams : Basse
- Phil Rudd : Batterie

## Récompenses et classements
La chanson fait partie du classement des 40 meilleures chansons de Metal selon VH1 (à la quatrième place).
En 2003, elle est classée par Rolling Stone magazine au 187e rang  parmi les 500 meilleures chansons de tous les temps.
Elle fait également partie de la liste des « 500 chansons qui ont façonné le rock 'n' roll » du Rock and Roll Hall of Fame.

## Certifications
| Pays               | Certification    | Unités certifiées |
| ------------------ | ---------------- | ----------------- |
| Danemark (IFPI)    | Platine          | 90 000            |
| Italie (FIMI)      | 2 × Platine      | 100 000           |
| Mexique (AMPROFON) | 4 × Platine + Or | 270 000           |
| Royaume-Uni (BPI)  | 2 × Platine      | 1 200 000         |

Sonnerie téléphonique
| Pays                  | Certification | Unités certifiées |
| --------------------- | ------------- | ----------------- |
| Canada (Music Canada) | 2 × Platine   | 80 000            |
| États-Unis (RIAA)     | 3 × Platine   | 3 000 000         |